# Elsa-Marianne von Rosen
Elsa-Marianne von Rosen   (Estocolm, 21 d'abril de 1924 - Copenhaguen, 7 de setembre de 2014) va ser una ballarina, coreògrafa i actriu sueca que va ser popular per tota Escandinàvia.
Formada a Dinamarca, el 1947 va ser contractada pel Ballet Rus de Monte-Carlo i posteriorment pel Ballet Cullberg d'Estocolm, on va aconseguir papers principals. L'any 1960 va fundar el Scandinavian Ballet, que va actuar per tot Europa, i posteriorment va dirigir el Ballet de Göteborg (1970-76) i el de Malmö (1980-97).
També va actuar en diverses pel·lícules, i va aparèixer a la popular sèrie de televisió Tales of Hans Anderson. El 1971 va guanyar la beca danesa Tagea Brandt Rejselegat i el 1984 va ser guardonada amb la medalla Litteris et artibus, concedida per la casa reial de Suècia.